# Bill Stewart (musicista)
William Harris Stewart, detto Bill (Des Moines, 18 ottobre 1966), è un batterista statunitense di musica jazz.

## Biografia
I genitori scelsero il suo nome in omaggio al trombonista Bill Harris. Fin dall'infanzia ascoltava frequentemente i dischi di jazz e di rhythm and blues riprodotti in casa. All'età di sette anni iniziò a suonare la batteria ed entrò come percussionista nell’orchestra scolastica. Tra il 1986 e il 1988 frequentò l'Università William Patterson di Wayne (New Jersey), studiando, tra gli altri, con Dave Samuels, Harold Mabern, Rufus Reid e Joe Lovano. Nel 1989 entrò a far parte dell'organ trio di Larry Goldings e Peter Bernstein, il suo gruppo più longevo. Nello stesso periodo iniziò anche la collaborazione con John Scofield, a partire dal disco Meant to Be (registrato nel 1990), che proseguirà per più di trent'anni in varie formazioni. Oltre alle varie collaborazioni nel mondo del jazz, tra il 1990 e il 1991 suonò nel gruppo di Maceo Parker, partecipando anche alla registrazione di tre album.
Nel 1990 debuttò come leader con il disco Think Before You Think, in un trio che lo vedeva insieme a Dave Holland al basso e a Marc Copland al pianoforte.
Stewart è dichiaratamente omosessuale.

## Discografia

### Artista principale
- 1990 - Bill Stewart, Think Before You Think (Jazz City)
- 1995 - Bill Stewart, Snide Remarks (Blue Note)
- 1997 - Bill Stewart, Telepathy (Blue Note)
- 2005 - Bill Stewart and the ATL, Drum Crazy (Funky Kitchen)
- 2005 - Bill Stewart Trio, Keynote Speakers (Funky Kitchen)
- 2008 - Bill Stewart, Incandescence (Pirouet)
- 2015 - Bill Stewart, Space Squid (Pirouet)
- 2018 - Bill Stewart, Band Menu (Stewed Music)

### Collaborazioni
- 1988 - Armen Donelian, Secrets
- 1991 - Kevin Hays, El Matador
- 1991 - Lee Konitz Quartet, Zounds
- 1990 - Armen Donelian Sextet, The Wayfarer
- 1990 - Maceo Parker, Roots Revisited
- 1990 - The John Scofield Quartet, Meant to Be
- 1990 - Fred Wesley, New Friends
- 1991 - Fred Wesley, Comme Ci Comme Ca
- 1991 - Ron McClure Quintet, Never Forget
- 1991 - Maceo Parker, Mo' Roots
- 1991 - Larry Goldings, The Intimacy of the Blues
- 1991 - John Scofield, The John Scofield Quartet Plays Live
- 1991 - Joe Lovano, Landmarks
- 1992 - Don Grolnick, Nighttown
- 1992 - Larry Goldings Trio, Light Blue
- 1992 - Franck Amsallem, Out a Day
- 1992 - The Jon Gordon Quartet, The Jon Gordon Quartet
- 1993 - Maceo Parker, Southern Exposure
- 1993 - Franck Amsallem, Regards
- 1993 - A Band in All Hope, Ye Who Enter Here
- 1993 - John Scofield Quartet, What We Do
- 1994 - John Scofield, Hand Jive
- 1994 - John Scofield & Pat Metheny, I Can See Your House from Here
- 1994 - John Scofield & Pat Metheny, Summertime
- 1994 - Seamus Blake Quintet, The Call (Criss Cross Jazz, Criss 1088 CD)
- 1994 - Larry Goldings, Caminhos Cruzados
- 1994 - Chris Potter, Concentric Circles
- 1994 - Tim Hagans, No Words
- 1995 - Walt Weiskopf, A World Away
- 1995 - Maceo Parker, The Bremen Concert
- 1995 - Larry Goldings, Whatever It Takes
- 1996 - Pat Martino, Nightwings
- 1996 - Larry Goldings, Big Stuff
- 1996 - John Scofield, Quiet
- 1996 - Dave Pietro, Forgotten Dreams
- 1996 - George Garzone, Four's and Two's
- 1996 - Hank Marr, Groovin It!
- 1996 - Marty Ehrlich, New York Child
- 1996 - Bob Belden, Shades of Blue
- 1997 - Bill Charlap, Distant Star
- 1997 - Ingrid Jensen, Here on Earth
- 1997 - Franck Amsallem, Another Time
- 1997 - Peter Bernstein, Earth Tones
- 1997 - Marc Copland, Softly...
- 1998 - Scott Colley Quartet, Subliminal... (Criss Cross Jazz)
- 1998 - Jon Gordon, Currents
- 1998 - John Patitucci, Now
- 1998 - Dave Pietro, Wind Dance
- 1999 - Eddie Hinton, Hard Luck Guy
- 1999 - Michael Brecker, Time Is of the Essence
- 1999 - Bill Carrothers, Duets with Bill Stewart
- 2000 - Pat Metheny, Trio 99 → 00
- 2000 - Pat Metheny, Trio → Live
- 2000 - The Larry Goldings Trio, As One
- 2000 - Scott Colley, The Magic Line
- 2000 - Jon Gordon, Possibilities
- 2001 - Curtis Stigers, Baby Plays Around
- 2002 - Nick Brignola, [Tour de Force
- 2002 - Wycliffe Gordon, United Soul Experience
- 2002 - Scott Colley, Initial Wisdom
- 2002 - Peter Bernstein, Heart's Content
- 2002 - Larry Goldings Trio, Sweet Science
- 2002 - Chris Potter, Traveling Mercies (Verve)
- 2003 - Peter Bernstein, Stranger in Paradise
- 2003 - Bill Carrothers, Ghost Ships
- 2003 - Jesse van Ruller, Circles (Criss Cross Jazz)
- 2003 - Wycliffe Gordon, Dig This!!
- 2003 - Steve Kuhn, Love Walked In
- 2003 - Tommy Smith, Evolution
- 2003 - Martial Solal, NY1
- 2004 - Jonathan Kreisberg, Nine Stories Wide
- 2004 - Stan Sulzmann, The Jigsaw
- 2004 - John Scofield Trio, Live - EnRoute
- 2004 - Jim Rotondi, New Vistas (Criss Cross Jazz)
- 2004 - Chris Potter Quartet, Lift: Live at the Village Vanguard (Sunnyside)
- 2005 - George Colligan, Past-Present-Future
- 2006 - Jim Rotondi, Iron Man (Criss Cross Jazz)
- 2006 - Marc Copland, New York Trio Recordings Vol. 1: Modinha
- 2006 - Jesse van Ruller, Views (Criss Cross Jazz)
- 2007 - John Scofield, This Meets That
- 2007 - Seamus Blake, Way Out Willy (Criss Cross Jazz, Criss 1288 CD)
- 2007 - Adam Rogers, Time and the Infinite
- 2008 - The Kevin Hays Trio, Live at Smalls
- 2008 - Bill Carrothers, Home Row
- 2009 - Seamus Blake, Bellwether (Criss Cross Jazz, Criss 1317 CD)
- 2009 - Marc Copland, New York Trio Recordings Vol. 3: Night Whispers
- 2009 - Mark Soskin, Man Behind the Curtain
- 2010 - Jim Rotondi, 1000 Rainbows
- 2010 - Bill Carrothers, Joy Spring
- 2010 - Lage Lund, Unlikely Stories
- 2010 - Seamus Blake Quintet, Live at Smalls (Smalls Live, SL0008)
- 2011 - Bernstein, Goldings, Stewart, Live at Smalls (Smallslive)
- 2013 - Lage Lund, Foolhardy
- 2013 - Dayna Stephens, I'll Take My Chances
- 2014 - Larry Goldings, Peter Bernstein, Bill Stewart, Ramshackle Serenade (Pirouet)
- 2015 - Lage Lund, Idlewild
- 2015 - John Scofield, Past Present
- 2016 - John Scofield, Country for Old Men
- 2016 - Peter Bernstein, Let Loose
- 2018 - Larry Goldings, Peter Bernstein, Bill Stewart, Toy Tunes
- 2018 - John Scofield, Combo 66
- 2020 - John Scofield, Swallow Tales